# Shale
Shale és el terme, en anglès, per una roca sedimentària clàstica de gra fi composta per fang que és una mescla de minerals argilosos i petits fragments d'altres minerals amb partícules de la mida del llim, especialment quars i calcita. És la roca sedimentària més comuna al món.
Sense un mot equivalent directe o històric en català, shale i slate s'acostumen a traduir per pissarra o llicorella, però shale és una roca sedimentària i slate, que és la pissarra pròpiament dita, és una roca metamòrfica. També es tradueix erròniament shale per esquist, que és de fet un estadi intermedi en l'evolució geològica que va de les shale als gneis.
La relació entre l'argila i altres minerals en les shale és variable. Les shale es caracteritzen per trencar-se al llarg de làmines primes o formació paral·lela de capes o estratificació de menys d'un centímetre de gruix anomenada fissilitat. Les fangolites, d'altra banda, són similars en composició però no mostren fissilitat.

## Textura
Les roques shale típicament mostren diversos graus de fissilitat. Les roques no físsils de composició similar però fetes de partícules més petites de 0,06 mm es descriuen com fangolites (1/3 a 2/3 de partícules de llim) o pedres argiloses (amb menys de 1/3 de llim). Les roques amb mida similar de les partícules però amb menys argila (més del 2/3 de llim) són limolites.

## Composició i color

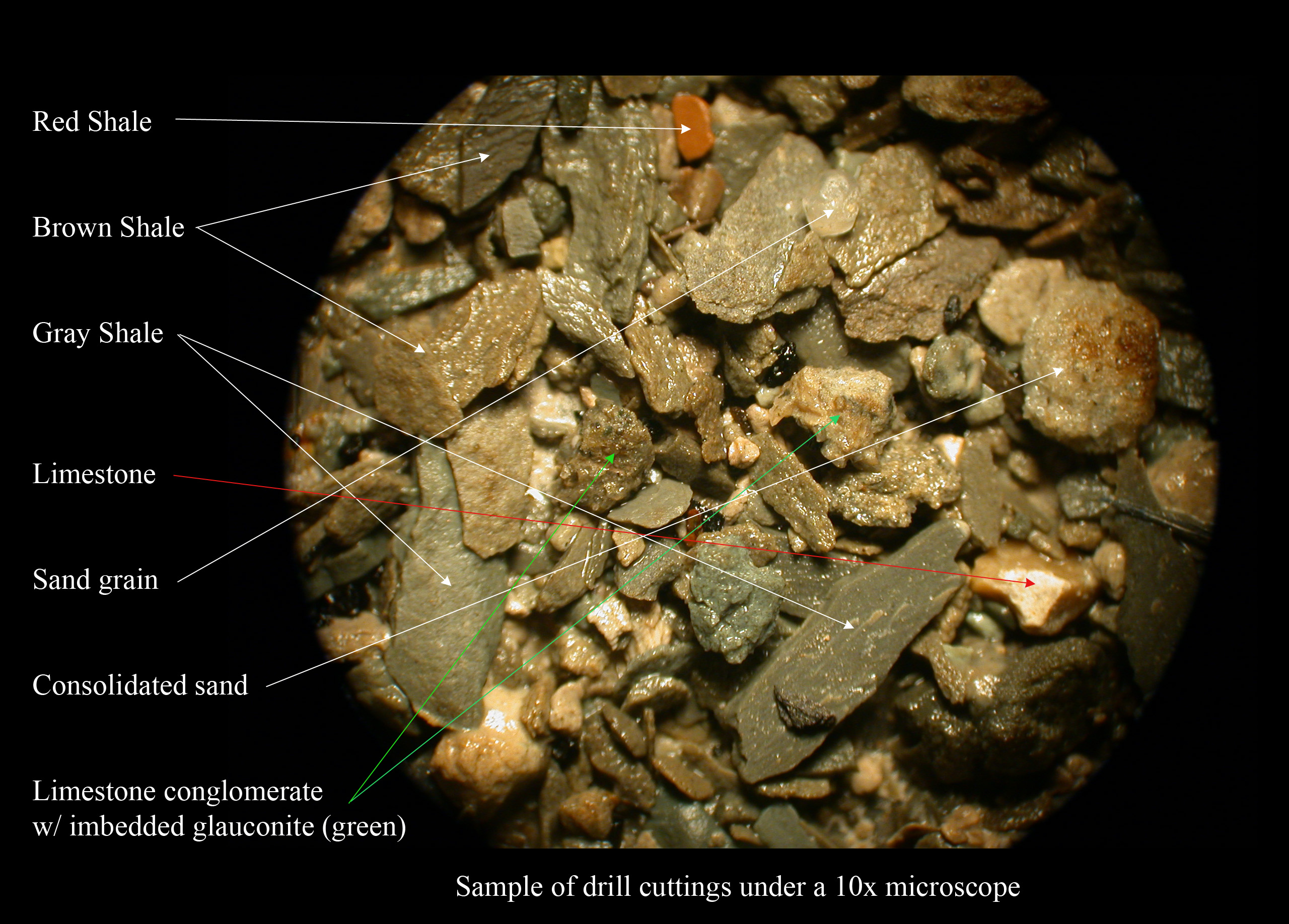
Mostra de prospecció de shale en un pou de petroli a Louisiana. Grans de sorra = 2 mm. en diàmetre.

Les shale típicament estan compostes per quantitats variables de minerals argilosos i grans de quars i el seu color típic és el gris. La shale negra ho és per la presència de més de l'1% de minerals carbonics i indica un ambient reductor El color negre també pot venir per la presència d'un metall negre. Els colors vermells, marrons o verds indiquen òxid fèrric (hematita - vermells), hidròxid de ferro (goethita - marrons i limonita - groc), o minerals micacis (clorita, biotita i il·lita - verdes).
Les argiles són el principal constituent de les shale i altres fangolites. Els minerals argilosos presents són principalment caolinita, montmorillonita i il·lita. La transformació de l'esmectita a il·lita produeix silici, sodi, calci, magnesi, ferro i aigua. Aquest elements alliberats formen quars, chert, calcita, dolomita, ankerita, hematita i albita, tots ells en quantitats molt petites, excepte el quars.

## Formació

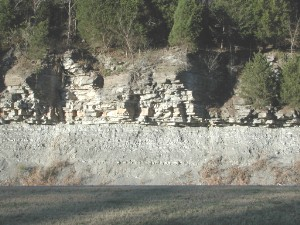
Shale a Cumberland Plateau, Tennessee

El procés de formació és per compactació geològica. Les shale es dipositen típicament en aigües que es mouen molt lentament i sovint es troben en dipòsits de llacs i llacunes, en deltes de rius i planes d'inundació i davant les platges de sorra. El procés pot trigar milions d'anys.
Les shale subjectes a la calor i pressió del metamorfisme passen a ser roques metamòrfiques conegudes com a llicorella o pissarra. Si continua la metamorfosi passen a ser fil·lita, després esquist i finalment gneis.